# Martinus Wolf
Martinus Wolf, ( 6 december 1964), is een Belgische componist en pianist.

## Opleiding
Hij startte in 1988 met een opleiding kleinkunst aan de Studio Herman Teirlinck. Verder maakte hij deel uit van de Jazzstudio Halewijn (1990), en volgde (2010) een masterclass bij Eliane Rodrigues.

## Muzikale carrière
Hij werkte samen met verschillende theater- en muziekgezelschappen in België, Nederland en Duitsland. In 1991 nam hij samen met Ingrid Dullens en Hilde De Roeck deel aan het Leids Cabaretfestival, onder de naam de Dulle Roeckers en behaalden de tweede plaats. Bij de Zwarte Komedie was hij 13 jaar huispianist en acteur, (1992 - 2006) waarmee hij drie cd's realiseerde, De Kleine Vrijheid (1994), Gripsholm (2000) en Martinus Wolf/Guido Belcanto (1996) rond Egon Schiele. Martinus Wolf componeerde vaak de muziek die tijdens de opvoeringen gebruikt werd. Intussen richtte hij het orkest ' Les Fournisseurs des Son' op, dat verbonden was aan het Filmmuseum in Antwerpen. In dat orkest, dat voornamelijk stille films van Buster Keaton begeleidde, speelden onder andere Sam Vloemans ( trompet), Dominique Osier (contrabas) met hem. Ook deed hij begeleidingen op piano, accordeon, trompet en/of schuiftrombone, onder andere bij verschillende theaterproducties. Daaronder was ook Mijn leven met Leterme, een productie met Vitalski, Deborah Ostrega en Willy Willy. Hij was drie jaar pianist bij ATV. Verscheidene stille films werden door hem van passende pianomuziek voorzien. Hij was tevens orkestleider en arrangeur bij De Oranjehoutzagerij. Van 2005-2007 was hij orkestleider bij Fever of the Fifties en in 2009 bij Fever of the Sixties, in samenwerking met Hugo Spencer en Hadewig Kras. Verschillende arrangementen staan op zijn naam, waaronder de Balzaal Der Gebroken Harten, met Guido Belcanto: de eerste en de tweede show met Vitalski en lady Angelina (2007-2008), (2009/2010), de derde was met Tine Embrechts en Lieven de Maesschalck (2013/2014). Voor deze producties schreef hij de muziek voor het befaamde Decap orgel. In 2011 ging Martinus Wolf op tournee met Chantal Câlin, Stijn Bettens en Dominique Osier door Griekenland en Turkije met Dans le ciel deux étoiles. Het zeilschip, de driemaster Oosterschelde, nam hem in 2012 mee als pianist aan boord, in de buurt van Kaapverdië. Dit was te zien in de documentaire die Peter Tetteroo van die wereldreis maakte. Hij is de grondlegger van het grensoverschrijdend Mjeels (Hoogstraets) dialectisch multi-alfabet.
Sedert 2009 legde hij zich vooral toe op uitvoeringen van eigen klassieke composities op piano, en live begeleiding van stille films. 
Samen met de voormalige Antwerpse stadsdichter Peter Holvoet-Hanssen en Annemie Van Daele bracht hij hulde aan Paul Van Ostaijen (2016) in het Letterenhuis te Antwerpen, in een poëtisch-muzikale voorstelling:'Music Hall'. Met Steph Van Uytvanck vormde Martinus Wolf een duo, mondharmonica en piano (2017). In oktober 2017 voltooide hij zijn autobiografische roman 'Mijn Pianomarathon'. 'Gedichten en gedachten' was een voorstelling met Don Vitalski en Stephan Van Uytvanck (2018). Voor de musical 'De Zoete Smaak der Zonde' bewerkte hij de muziek van Guido Belcanto. Hij speelde tevens samen met het 'Orkest der Zoete Zonde'. De musical was een ode aan Guido Belcanto die dat jaar 65 jaar werd. De regisseur en schrijver was Don Vitalski, die eveneens een hoofdrol op zich nam.
In 2024 voltooide Wolf zijn cd 'L'arrivée des Cigognes'. Hiervoor werkte hij met sommige nummers samen met Sam Vloemans.

## Samenwerking met andere artiesten
Martinus Wolf werkte samen met Stef Bos, Ernst Löw, Deborah Ostrega, David Davidse, Kameropera Transparant, Ben Crabbé, Dré Steemans (Félice), Sam Vloemans, Warre Borgmans, Nic Balthazar, Anne De Baetzelier, Ivo Pauwels, Paul Ambach, Myriam Bronzwaar, Irène Vervliet, Mia Grijp, kindertheater Anna’s Steen, Kunstlab Avelinks, Noureddine Farihi, Frank Verdru, Stephan Van Uytvanck, Myriam Mulder, Veerle Malschaerts, Benno Barnard, Mireille Vaessen, Philip Geubels, Steven Goeghebeur, Dirk Denoyelle en Bent Van Looy.

## Discografie
als muzikant, zanger en componist
- De Kleine Vrijheid[14]
- Gripsholm[15]
- Guido Belcanto en Martinus Wolf - Egon Schiele[16]
- Bloedend Hart
- Guido Belcanto

auteur/componist
- Guido Belcanto[17]